# Johnny Lee Middleton
Johnny Lee Middleton (St. Petersburg, 7 maggio 1963) è un bassista statunitense.
È celebre per le sue collaborazioni con band come Savatage e Trans-Siberian Orchestra.

## Biografia
Da sempre residente in St. Petersburg (Florida), Johnny esordì suonando la tromba per l'orchestra scolastica. Affascinato dalla musica country e in seguito da artisti come Kiss, Lynyrd Skynyrd e Black Sabbath, si avvicinò sempre più a tale genere musicale e in breve tempo iniziò a prendere lezioni di basso.
Fondata con gli amici una band glam rock, dal nome Mariah, Johnny divenne poi componente dei Lefty prima di attirare l'attenzione degli emergenti Savatage, che lo ingaggiarono 1985. Con questa band pubblicò un totale di 12 dischi, rimanendo in formazione fino allo scioglimento del 2001. Middleton divenne anche dal 1995 componente della Trans-Siberian Orchestra.

## Discografia

### Savatage
- 1986 - Fight for the Rock
- 1987 - Hall of the Mountain King
- 1989 - Gutter Ballet
- 1991 - Streets: A Rock Opera
- 1993 - Edge of Thorns
- 1994 - Handful of Rain
- 1995 - Dead Winter Dead
- 1997 - The Wake of Magellan
- 2001 - Poets and Madmen

#### Raccolte
- 1996 - From the Gutter to the Stage
- 1997 - The Best and the Rest
- 1998 - Believe

#### Live
- 1995 - Japan Live '94
- 1995 - Final Bell/Ghost in the Ruins

### Trans-Siberian Orchestra
- 1996 - Christmas Eve and Other Stories
- 1998 - The Christmas Attic
- 2000 - Beethoven's Last Night
- 2002 - The Lost Christmas Eve